# Tratado de Amizade e Comércio Sino-Português

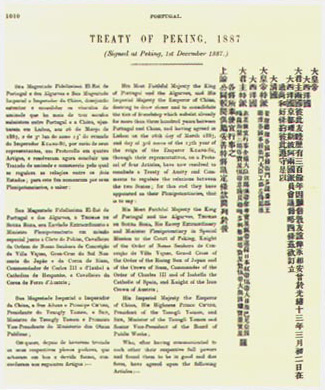
Tratado de Amizade e Comércio Sino-Português

Foi um tratado desigual assinado em 1 de Dezembro de 1887 entre Portugal e a China, com 54 artigos, entre o representante da China, Sun Xuwen, e o representante de Portugal, Tomás de Sousa Rosa, confirmando a governação de Macau por Portugal.

## Assinatura
Em 13 de agosto de 1862 uma tentativa foi feita entre a China e Portugal para assinar o Tratado de Comércio de Tianjin, ao qual foi assinado. Se o tratado não fosse ratificado em 2 anos, se tornaria nulo. Em 1864, o tratado tornou-se nulo. Portugal só teve outra oportunidade de assinar o segundo tratado, até 26 de março de 1887, com os chineses enfraquecidos pela Guerra do Ópio. Um emissário foi enviado de Portugal para a China. O protocolo foi assinado por representantes dos dois países em 1 de dezembro de 1887.

## Interpretações
Na interpretação portuguesa, a soberania sobre Macau foi perpetuamente entregue a Portugal. Na interpretação chinesa, só os direitos administrativos foram transferidos. Com a melhoria das relações entre a República Popular da China e Portugal no século XX, a questão do retorno de Macau à China foi agendada entre os dois países. Quando estes estabeleceram relações diplomáticas oficiais em 8 de fevereiro de 1979, os dois governos acordaram que Macau era parte integrante da China, embora provisoriamente sob administração portuguesa. A questão foi resolvida através de negociações, concluídas em abril de 1987, quando foi assinada a Declaração Conjunta Sino-Portuguesa sobre a Questão de Macau, que marcou a data da transferência de soberania para 20 de dezembro de 1999 e a transformação de Macau numa região administrativa especial chinesa, sob o princípio um país, dois sistemas.